# Wincenty Tyrankiewicz
Wincenty Tyrankiewicz (ur. 11 stycznia 1887 w Sołotwinie, zm. 20 października 1964 w Bolesławcu) – polski pedagog, nauczyciel chemii, biologii i wychowania fizycznego.

## Życiorys
Urodził się w Sołotwinie (w Galicji) w wielodzietnej rodzinie inteligenckiej. Po ukończeniu w 1907 gimnazjum w Stanisławowie, w latach 1907–1914 i 1917–1919 studiował na Uniwersytecie Jagiellońskim na wydziałach: filozoficznym, lekarskim i rolnym, a także chemię, biologię i wychowanie fizyczne. Po wybuchu I wojny światowej pracował w szpitalu polowym w Krakowie. W 1919 otrzymał dyplom nauczyciela chemii, biologii i wychowania fizycznego. W tym samym roku rozpoczął pracę w organizującym się Seminarium Nauczycielskim w Chełmie Lubelskim. W 1922 przeniósł się do reaktywowano Seminarium Nauczycielskiego w Ursynowie, w którym od 1925 do 1937 pracował jako dyrektor. Od 1937 do 1 grudnia 1939 był nauczycielem Państwowego Gimnazjum im. Joachima Lelewela w Warszawie, z jednoczesnym przydziałem do pracy w Kuratorium Okręgu Szkolnego Warszawskiego, gdzie objął referat spraw budżetowych szkół średnich, ogólnokształcących i seminariów nauczycielskich. W czasie okupacji niemieckiej organizował tajne komplety na terenie Dąbrówki (obecnie część Warszawy), a od września 1940 został skierowany do organizującego się tajnego nauczania w Goszczynie (powiat grójecki).

W latach 1945–1947 organizował Gimnazjum Gminnej Rady Narodowej w Goszczynie. Ostatecznie wraz z małżonką, Heleną Teresą Olgą z Szaferów (1885–1969), poświęcił większą część życia na promocję szkolnictwa w powojennej Polsce, zwłaszcza na Ziemiach Odzyskanych. Od 1947 pracował w Powiatowym Gimnazjum i Liceum w Bolesławcu. Na temat roli kształcenia mówił:
„Hasło: Oświaty, jak najwięcej oświaty! powinno być jednym z naczelnych haseł naszego życia nauczycielskiego. Troska o oświatę powinna przenikać całe nasze życie prywatne i publiczne!”
Był laureatem nagrody Zarząd Okręgu Związku Nauczycielstwa Polskiego we Wrocławiu za pracę Moja praca w bibliotece szkolnej w latach 1947–1960 i recenzentem podręczników szkolnych.
Pochowany, razem z żoną, na Cmentarzu Komunalnym przy ul. Śluzowej 10 w Bolesławcu (sektor 6-4-21).

## Ordery i odznaczenia
- Złoty Krzyż Zasługi (dwukrotnie: 9 listopada 1931[3], 1956)

## Upamiętnienie
Jedną z ulic w Bolesławcu nazwano na cześć Heleny i Wincentego Tyrankiewiczów. 
Od 1968, w I Liceum Ogólnokształcącym w Bolesławcu przyznawane są stypendia imienia „Heleny i Wincentego Tyrankiewiczów”, którzy przekazali cały majątek dla uczniów mających wybitne osiągnięcia.
15 czerwca 1970 w I Liceum Ogólnokształcącym w Bolesławcu odsłonięto tablicę z wyrytym w surowym kamieniu tekstem: „Pamięci Heleny i Wincentego Tyrankiewiczów, zasłużonych nauczycieli, przyjaciół młodzieży, fundatorów stypendium ich imienia”.